# Friedrich Ernst Dorn

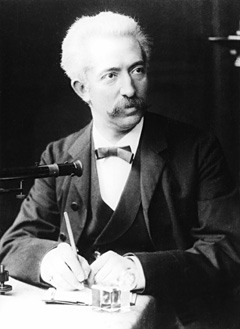
Friederich Ernst Dorn

Friedrich Ernst Dorn (27 juli 1848 - 16 december 1916) was een Duits natuurkundige. Dorn wordt aangewezen als de eerste persoon die ontdekte dat een radioactief element (radon) wordt afgescheiden van radium.